# LG Hockey Games 2010
Zápas Finsko - Rusko byl odehrán v Helsinkách (Finsko).

## Výsledky a tabulka
| Poř. | Tým     | Z | V | VP | PP | P | VG | OG | B |
| ---- | ------- | - | - | -- | -- | - | -- | -- | - |
| 1.   | Finsko  | 3 | 1 | 1  | 0  | 1 | 11 | 8  | 5 |
| 2.   | Česko   | 3 | 1 | 1  | 0  | 1 | 7  | 7  | 5 |
| 3.   | Rusko   | 3 | 1 | 0  | 1  | 1 | 10 | 11 | 4 |
| 4.   | Švédsko | 3 | 1 | 0  | 1  | 1 | 6  | 8  | 4 |

Vysvětlivky: SN = na samostatné nájezdy, PP = po prodloužení

 Finsko -  Rusko 5:4  SN  (2:1, 2:2, 0:1 - 0:0)
29. dubna 2010 - Helsinki

Branky  Finsko: 5:03 Hahl, 18:58 Hietanen, 22:04 Juhamatti Aaltonen, 31:00 Juhamatti Aaltonen, rozhodující  SN  Granlund 

Branky  Rusko: 4:38 Mozjakin, 30:03 V. Kozlov, 33:48 Sušinskij, 43:48 Arťjuchin.

Rozhodčí: Minář, Šindler (CZE) - Saha, Terho (FIN)

Vyloučení: 5:4 (2:0, 0:1)

Diváků: 8 281
Finsko: Tarkki - Nummelin, Jaakola, Vatanen, Niskala, Hietanen, Kukkonen, Kuukka - Miettinen, Lehterä, Jokinen - Aaltonen, Kontiola, Granlund - Hartikainen, Santala, Pihlström - Komarov, Hytönen, Hahl - Louhivaara.
Rusko: Jerjomenko - Belov, Rjasenskij, Kalinin, Denisov, Kulikov, Aťjušov, Kornejev, Kuljaš - V. Kozlov, S. Fjodorov, Kuljomin - Saprykin, Gorovikov, Tarasenko - Mozjakin, Anisimov, Sušinskij - Afinogenov, Svitov, Arťjuchin - Lisin.

 Švédsko -  Česko 1:2  SN  (0:1, 1:0, 0:0 - 0:0)
29. dubna 2010 - Stockholm

Branky  Finsko: 24:30 V. Hedman 

Branky  Česko: 17:34 Lukáš Kašpar, rozhodující  SN  Jakub Klepiš.

Rozhodčí: Laaksonen, Partanen (FIN) - Lyth, Ahlström (SWE)

Vyloučení: 8:7 (0:0, 0:1)

Diváků: 6 654
Švédsko: Markström - Magnus Johansson, Gunnarsson, Lindström, V. Hedman, Rundblad, Bäckman, Ekman-Larsson, Fransson - Weinhandl, Martensson, Persson - Pääjärvi-Svensson, Wallin, Ericsson - Andersson, Nylander, Bergfors - Omark, Harju, Pettersson.
Česko: Pavelec - K. Rachůnek, Čáslava, Němec, Blaťák, Nakládal, Barinka, 38. Mojžíš, Gřegořek - Voráček, Červenka, Klepiš - Kvapil (26. Jan Kovář), Marek, Rolinek - Kašpar, Vampola, Novotný - M. Růžička, Koukal, Hubáček.

 Česko -  Finsko 1:4 (1:0, 0:1, 0:3)
1. května 2010 - Stockholm

Branky  Česko: 5:36 Jakub Voráček

Branky  Finsko: 33:05 Hartikainen, 47:12 Salmela, 52:33 Petri Kontiola, 56:03 S. Kapanen.

Rozhodčí: Lärking, Sjöberg - Käck, Sabelström (SWE)

Vyloučení: 6:5 (1:0)

Diváků: 5 132
Česko: Vokoun - K. Rachůnek, Gřegořek, Němec, Blaťák, Nakládal, Barinka, Krstev, Mojžíš - Voráček, Červenka, Klepiš - Jan Kovář, Marek, Rolinek - Kašpar, Vampola, Novotný - M. Růžička, Koukal, Hubáček.
Finsko: Säteri - Jaakola, Puistola, Vatanen, Niskala, Hietanen, Kukkonen, Kuukka, Salmela - Mikael Granlund, Lehterä, Hartikainen - Aaltonen, Kontiola, S. Kapanen - Hahl, Santala, Pihlström - Louhivaara, Hytönen, Komarov.

 Švédsko -  Rusko 2:4 (0:1, 0:2, 2:1)
1. května 2010 - Stockholm

Branky  Švédsko: 44:23 Ekman-Larsson, 56:57 Harju 

Branky  Rusko: 16:12 Jevgenij Rjasenskij, 38:33 Sušinskij, 39:41 Aťjušov, 40:34 Kuljomin.

Rozhodčí: Laaksonen, Partanen (FIN) - Dahmén, Winge (SWE)

Vyloučení: 6:11 (1:3)

Diváků: 9 332
Švédsko: Markström - Magnus Johansson, Gunnarsson, Lindström, V. Hedman, Rundblad, Bäckman, Ekman-Larsson, Fransson - Weinhandl, Martensson, Pääjärvi-Svensson - Engqvist, Wallin, Ericsson - Andersson, Nylander, Nilson - Omark, Harju, Persson - Pettersson.
Rusko: Košečkin - Belov, Rjasenskij, Kulikov, Aťjušov, Kornejev, Kuljaš, Kalinin, Denisov - Kozlov, Fjodorov, Kuljomin - Mozjakin, Anisimov, Sušinskij - Afinogenov, Svitov, Arťjuchin - Lisin, Gorovikov, Tarasenko.

 Rusko -  Česko 2:4 (1:0, 0:2, 1:2)
2. května 2010 - Stockholm

Branky  Rusko: 2:32 Sergej Fjodorov, 57:33 Kuljaš 

Branky  Česko: 21:57 Jiří Novotný, 37:57 Petr Koukal, 56:49 Petr Vampola, 59:45 Roman Červenka.

Rozhodčí: Sjöberg, Lärking - Käck, Winge (SWE)

Vyloučení: 6:5 (0:1) + Afinogenov (RUS) na 10 min.

Diváků: 3 545
Rusko: Chudobin - Rjasenskij, Belov, Aťjušov, Kulikov, Kuljaš, Kornejev, Kalinin, Denisov - Kozlov, Fjodorov, Kuljomin - Sušinskij, Gorovikov, Mozjakin - Afinogenov, Svitov, Arťjuchin - Tarasenko, Anisimov, Lisin
Česko: Pavelec - K. Rachůnek, Gřegořek, Němec, Blaťák, Gřegořek, Barinka, Krstev, Mojžíš - Klepiš, Červenka, Rolinek - Voráček, Marek, Hubáček - Kašpar, Vampola, Novotný - Kvapil, Koukal, M. Růžička.

 Švédsko -  Finsko 3:2 (2:1, 1:1, 0:0)
2. května 2010 - Stockholm

Branky  Švédsko: 6:04 Fransson, 6:28 M. Nilson, 28:13 Persson 

Branky  Finsko: 10:30 Petteri Nummelin, 26:07 Juhamatti Aaltonen.

Rozhodčí: Olenin, Ravodin (RUS) - Dahmén, Sabelström (SWE)

Vyloučení: 7:4 (0:1, 1:0)

Diváků: 10.035
Švédsko: Gustavsson - Magnus Johansson, Gunnarsson, Lindström, V. Hedman, Rundblad, Bäckman, Ekman-Larsson, Fransson - M. Nilson, Martensson, Pääjärvi-Svensson - Bergfors, Wallin, Nylander - Pettersson, Engqvist, Ericsson - Omark, Harju, Persson.
Finsko: Tarkki - Nummelin, Jaakola, Vatanen, Niskala, Hietanen, Kukkonen, Kuukka, Puistola - Miettinen, Lehterä, J. Jokinen - Aaltonen, Kontiola, S. Kapanen - Mikael Granlund, Santala, Pihlström - Louhivaara, Hytönen, Komarov.

## Nejlepší hráči
| Pozice  | Hráč                |
| ------- | ------------------- |
| Brankář | Ondřej Pavelec      |
| Obránce | Jevgenij Rjasenskij |
| Útočník | Juhamatti Aaltonen  |

## All-Star-Team
| Pozice  | Hráč                |
| ------- | ------------------- |
| Brankář | Ondřej Pavelec      |
| Obránce | Jevgenij Rjasenskij |
| Obránce | Petteri Nummelin    |
| Útočník | Petri Kontiola      |
| Útočník | Sergej Fjodorov     |
| Útočník | Juhamatti Aaltonen  |